# Feuer (chanson)
Pour les articles homonymes, voir Feuer.
Chansons représentant l'Allemagne au Concours Eurovision de la chanson
Telegram
(1977) Dschinghis Khan
(1979)
Feuer (en français Feu) est la chanson représentant l'Allemagne au Concours Eurovision de la chanson 1978, à Paris, en France. Elle est interprétée par Ireen Sheer.

## Sélection
Au vu des résultats des années précédentes, la Südwestfunk, responsable des préparatifs cette année, tente un nouveau mode de sélection. Deux partenaires sont retenus pour la sélection : la GEMA et l'Association fédérale de l'industrie phonographique. Un jury de neuf membres, composé de trois employés de GEMA (aucun compositeur n'y participe), de trois disc-jockeys et de trois journalistes musicaux, sélectionne les candidatures pour la finale. 53 chansons sont présentées. Dix titres sont initialement sélectionnés, qui sont ensuite complétées par cinq autres pour la finale.
Les titres sont présentés à la radio début mars 1978 et une enquête auprès des auditeurs est évaluée par l'institut de recherche d'opinion de Bonn, Infas. Cette enquête contribue pour un tiers à la notation.
La finale se déroule dans les studios de la chaîne SWF à Baden-Baden, animée par Detlef Werner et diffusée uniquement à la radio. La gagnante est choisie par la combinaison d'un autre jury professionnel de huit membres, composé de quatre collaborateurs de GEMA et de quatre journalistes musicaux. Cependant, une fois toutes les chansons interprétées, le jury d'experts déclare que s'il s'agît des meilleures chansons proposées, l'Allemagne eusse tout intérêt à se retirer complètement du concours. Le jury ayant refusé de voter, SWF décide que la décision reviendrait donc aux seuls auditeurs de la radio. Feuer l'emporte avec la note de 5,56 sur 10.

## Eurovision
La chanson est la treizième de la soirée, suivant Sevince interprétée par Nilüfer et Nazar pour la Turquie et précédant Les Jardins de Monaco interprétée par Caline et Olivier Toussaint pour Monaco.
Sheer livre une performance professionnelle, apparaissant calmement sur scène dans une longue robe blanche avec un petit boléro en fourrure.
À la fin des votes, la chanson obtient 84 points et finit à la sixième place sur vingt participants.

### Points attribués à l'Allemagne
| 10 points  | 9 points           | 8 points                   | 7 points                              | 6 points             |
| ---------- | ------------------ | -------------------------- | ------------------------------------- | -------------------- |
| - Finlande | - Espagne - Monaco | - Turquie                  | - Grèce - Pays-Bas - Portugal - Suède |                      |
| 5 points   | 4 points           | 3 points                   | 2 points                              |                      |
| - Belgique |                    | - Israël - Italie - Suisse |                                       | - Danemark - Irlande |